# 水郷おみがわ花火大会

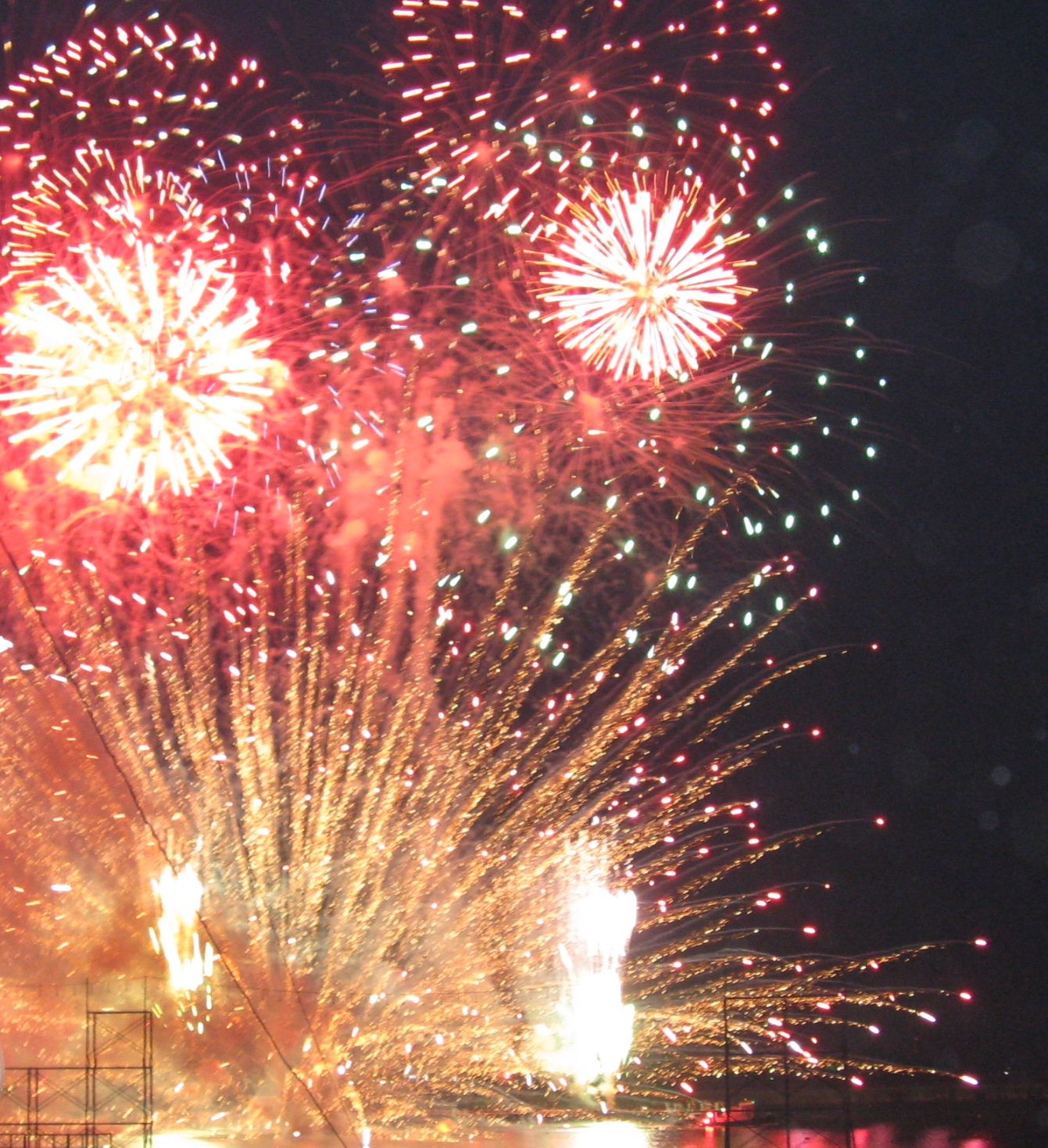
水中スターマインの様子（2008年）

水郷おみがわ花火大会（すいごうおみがわはなびたいかい）とは、毎年千葉県香取市で開かれる花火大会である。

## 概要
1908年（明治41年）、当時の香取郡小見川町が水運の商都としてますます発展することを祈念して始められた。関東でも有数の歴史を持つ花火大会で、2008年で100周年を迎えた。ただし、公式回数としては旧神里地区での花火大会（1951年以前）の分も加えているため、2008年の大会は第112回としている。
明治時代からの小見川地区の夏の風物詩であり、毎年10万人を超える人が見学に訪れる。会場付近では屋台等が多数出店しにぎわう。
打ち上げ数は約8,000発。その中でも、利根川の川面を利用した水中花火が特徴である。
なお、旧佐原市でも以前は花火大会（水郷佐原花火大会）が開かれ市民に親しまれていたが、市町村合併の影響で2006年（第54回）を最後に、本大会に統合された。

## 日時
毎年8月1日 午後7時から（雨天順延）
この開催日は、かつての利根川川開きの日にあわせている。ただし例外として、1992(平成4)年はアジア・オーストラリア地区水上スキー選手権大会の日程に合わせるため8月22日、2001(平成13)年は町村合併50周年事業のため8月5日に開催された。

## 場所
利根川、小見川大橋下流（JR成田線小見川駅より徒歩30分）
河川敷や小見川区事務所などに駐車場が用意されているが、来場者数が多いため例年会場付近は車や人で非常に混雑する。
当日は、小見川区事務所付近から会場付近までシャトル船（有料）が運航されている。開催日は黒部川のイルミネーションも行われており、その様子も楽しむことができる。

## 主な演目
- 全国尺玉コンクール：1983年より開催。全国の花火師が尺玉1発を打ち上げ、技を競う
- 水中スターマイン：スターマインと水中花火を組み合わせたもの
- 仕掛花火

## 開催者
- 主催：香取市・水郷小見川観光協会
- 後援：千葉県・国土交通省関東地方整備局利根川下流河川事務所・水資源機構利根川下流総合管理所・社団法人千葉県観光協会・東日本旅客鉄道千葉支社・香取市議会・香取市教育委員会・香取市商工会・小見川商店会連合会・小見川飲食店組合・水郷佐原観光協会